# 黃鰭美洲鱥
黃鰭美洲鱥（學名：Notropis lutipinnis），為輻鰭魚綱鯉形目雅羅魚科的其中一種，分布於北美洲美國北卡羅來納州的桑蒂河到喬治亞州的阿爾塔馬哈河、查塔胡奇河上游和庫薩河上游流域，本魚呈長橢圓形且側扁，眼大、口近下位，本魚體上部為橄欖綠、背紅棕色，體側中央有一條黑色縱帶，從吻部延伸至尾柄，腹部銀白色，尾鰭叉型，魚鰭為黃色，繁殖期時雄魚腹部紅色，棲息在岩石底質，水質清澈的溪流上游及水塘，生活習性不明。